# فحص جيني لسرطان الثدي

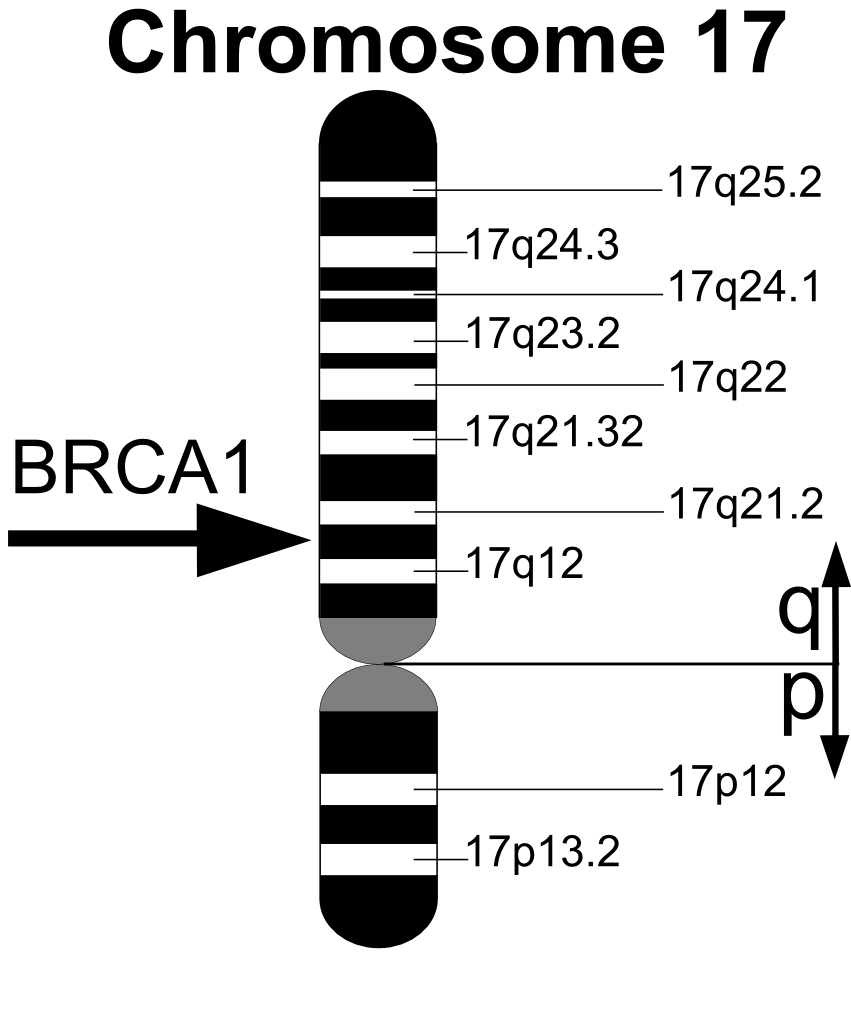
تُظهر الصورة موقع جين BRCA1 على الكروموسوم رقم 17، بينما يقع جين BRCA2 على الكروموسوم رقم 13، كلاهما يوجودان في كل البشر بشكل طبيعي حيث يقومان بدور كاتم للأورام، ولكن حدوث الطفرات بهما يزيد من خطر الإصابة بسرطان الثدي.

يُمكن إجراء الفحص الجيني لسرطان الثدي (بالإنجليزية: Genetic testing for breast cancer)‏ لتحديد ما إذا كانت امرأة معينة على عرضة من الناحية الوراثية للإصابة بسرطان الثدي، ولكن الاختبار غير مثالي، وذلك لأن معظم النساء المصابات بسرطان الثدي لا يمتلكن الجينات المعرضة للإصابة بسرطان الثدي، وكذلك لأن وجود هذه الجينات في المريضة لا يعني أنها ستصاب بسرطان الثدي.
يُجرى الفحص الجيني بأخذ عينة من دم أو لعاب المرأة المراد فحصها، بعدها تُفحص الخلايا للبحث عن طفرتين وراثيتين ترتبطان بسرطان الثدي وهما بروتين BRCA1 ومرض ألزهايمر و BRCA2 واللتان يُعتقد أنهما مسؤولتان عن 5 إلى 10% من حالات سرطان الثدي، ولذا ينبغي بحث مسألة إجراء هذا الفحص عند وجود تاريخ مرضي للإصابة بسرطان الثدي في العائلة ومن ذلك الحالات الآتية:
- وجود إصابات متعددة بسرطان الثدي في العائلة القريبة خاصة عند وجود إصابة في سنة مبكرة (أقل من 50 سنة) أو عند تكرر الإصابات في أكثر من جيل.
- حدوث إصابة بأكثر من نوع من السرطان في نفس الفرد من العائلة كالإصابة بسرطان الثدي وسرطان المبيض.
- إصابة أحد أفراد العائلة الذكور بسرطان الثدي (سرطان الثدي في الرجال).

مع ملاحظة أن الأهم في ذلك هم أقارب الدرجة الأولى كالأم والأخت والابنة، وأن الأقارب من جهة الأب لهم نفس الاعتبارية للأقارب من جهة الأم.

## تفسير النتائج
تفسير نتائج الفحص الجيني لسرطان الثدي عملية غير يسيرة، فإيجابية الفحص لا يعني أن المرأة ستصاب حتمًا بسرطان الثدي، وسلبية النتيجة لا يعني أنها لن تُصاب به قطعًا، ولكن خطر الإصابة يترواح بين 55% و 85% عند وجود طفرة في BRCA1 وبين 50% و 85% عند وجود الطفرة في BRCA2، كما أن خطر الإصابة بسرطان المبيض يرتفع عند وجود طفرة BRCA1 مقارنة بطفرة BRCA2.
وعند إيجابية الفحص الجيني ووجود الطفرات المعرضة للإصابة بسرطان الثدي تُنصح المرأة المفحوصة بتعلم كيفية الفحص الذاتي للثدي والقيام به شهريًا، كما تُنصح للذهاب لإجراء الفحص السريري للثدي على يد ممرضة أو طبيية مرة كل ستة أشهر، وبالفحص بالتصوير الإشعاعي (الماموغرام) وبالتصوير بالرنين المغناطيسي مرة كل سنة بالتناوب بين الاثنين كل ستة أشهر.
يُمكن أيضًا إجراء جراحة وقائية باستئصال الثدييين حيث يمكن بذلك تجنب الخضوع للفحوصات المتكررة والقلق المصاحب لها وخفض خطر الإصابة بسرطان الثدي 90%، كما يتوفر خيار آخر بأخذ دواء التاموكسفين (بالإنجليزية: Tamoxifen)‏ لخفض خطر الإصابة بالسرطان والذي يمكن خفضه الخطر بمقدار الثلث على الأقل، ولكن استخدام الدواء ينطوي على بعض المشاكل الصحية كتكون الخثرات في الرجل والرئة.